# 天草市立枦宇土小学校
天草市立枦宇土小学校（あまくさしりつ はじうとしょうがっこう）は熊本県天草市枦宇土町にあった小学校。

## 沿革
- 1875年（明治8年）1月 - 村内字津木に新築、枦宇土尋常小学校と称す
- 1877年（明治10年）4月 - 村内字鋼に海老宇土分教場設置
- 1901年（明治34年） - 海老宇土分教場を宮の平に移転
- 1908年（明治41年）3月10日 - 村内柳原に移転
- 1917年（大正6年）9月1日 - 農業補習学校併設
- 1920年（大正9年）4月1日 - 高等科併置
- 1941年（昭和16年）4月1日 - 枦宇土国民学校と改称
- 1947年（昭和22年）4月1日 - 枦宇土村立枦宇土小学校と改称
- 1954年（昭和29年）4月1日 - 本渡市立枦宇土小学校と改称
- 1965年（昭和40年）2月 - 枦宇土小学校新築落成
- 1967年（昭和42年）3月 - 海老宇土分校廃校
- 1979年（昭和54年）3月 - 枦宇土小学校に体育館が完成
- 2006年（平成18年）3月27日 - 天草市立枦宇土小学校と改称
- 2012年（平成24年）3月 - 天草市立亀場小学校、天草市立宮地岳小学校と統合し天草市立亀川小学校となる